# Куниола (Асти)
Куниола је насеље у Италији у округу Асти, региону Пијемонт.
Према процени из 2011. у насељу је живело 34 становника. Насеље се налази на надморској висини од 644 м.